# دندروب نبيل

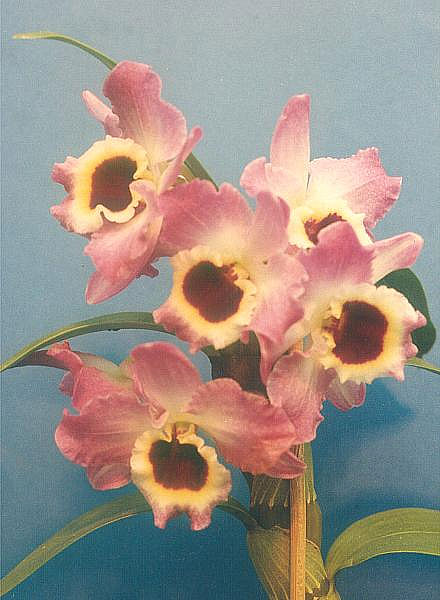
هجين أو صنف

دَنْدروب نبيل هو نوع من جنس دندروب في الفصيلة السحلبية. لقد أصبح نباتًا منزليًا مزروعًا شائعًا، لأنه ينتج أزهارًا ملونة في الشتاء والربيع، في وقت يكون فيه القليل من الأزهار. وهو أيضًا أحد 50 نوعًا من الأعشاب الأساسية المستخدمة في الطب الصيني التقليدي. يعد أحد أكثر أعضاء الزينة انتشارًا في فصيلة السحلبية. تتنوع أزهارها في اللون، والتظليل من الأبيض إلى الوردي والأرجواني، وتنتج العديد من الأصناف المزروعة المختلفة أزهارًا مختلفة الحجم والألوان.